# 闪亮新星
《闪亮新星》（英語：The Rising Star；希伯來語：‎），是以色列的Keshet传媒于2013年制作的一个互动式选秀节目。节目于2013年9月17日起在以色列第二台播出。相比于传统的电视节目，该节目的模式更加重视观众的互动，连接了传统电视、互联网与智能手机，并且采用直播的形式，因此上映之后获得了良好的回响，目前已经有多个国家的电视台购买了该节目的引进版权。

## 节目模式
节目采取直播形式，请来四位明星担任评审，选手开始表演时，评审老师与选手之间相隔一面电子屏幕墙。评审老师通过观看屏幕墙上选手的表演，而投出自己的选票。与此同时，正在观看节目的观众可以通过节目制作方提供的智能手机APP来为选手的表演投票。观众的投票加上评审老师的投票总数超过70%的比例，选手晋级，电子屏幕会自动拉开，选手与评审老师面对面。

## 反响
Keshet官方的资料显示，节目首播以来平均每期有超过150万人观看，平均收视率在33.8%，平均收视份额为47.4%，是以色列有史以来收视份额第二高的选秀节目。节目总决赛获得了40.3%的收视率与58%的收视份额。另外，观众投票的MakoTV手机APP也获得超过一千万次的投票，以及超过150万的下载量。
该节目播出之后，已经有多个国家的电视台购买了引进版权，其中包括美国ABC电视台、英国ITV电视台、西班牙Atresmedia电视台、意大利Toro电视台、法国M6电视台等。